# Górzno (gmina, Mazovie)
Pour les articles homonymes, voir Górzno.
Górzno est une gmina (commune) rurale du powiat de Garwolin, dans la Voïvodie de Mazovie, dans le centre-est de la Pologne.
Son siège administratif  est le village de Górzno, qui se trouve à environ 8 kilomètres au sud-est de Garwolin (siège de la powiat) et à 64 kilomètres au sud-est de Varsovie (capitale de la Pologne).
La gmina couvre une superficie de 90,84 km2 pour une population de 6 112 habitants en 2006.

## Histoire
De 1975 à 1998, la gmina est attachée administrativement à la voïvodie de Siedlce. Depuis 1999, elle fait partie de la voïvodie de Mazovie.

## Géographie
La gmina inclut les villages et localités suivantes :
- Chęciny
- Gąsów
- Górzno
- Górzno-Kolonia
- Goździk
- Józefów
- Kobyla Wola
- Łąki
- Mierzączka
- Piaski
- Potaszniki
- Reducin
- Samorządki
- Unin
- Wólka Ostrożeńska

### Gminy voisines
La gmina de Górzno est bordée de la ville de Garwolin et des gminy suivantes :
- Borowie
- Garwolin
- Łaskarzew
- Miastków Kościelny
- Sobolew
- Żelechów

## Structure du terrain
D'après les données de 2002, la superficie de la commune de Górzno est de 90,84 km², répartis comme tel :
- terres agricoles : 69 %
- forêts : 27 %

La commune représente 7,07 % de la superficie du powiat. 

## Démographie
Données du 30 juin 2004 :
| description        | Total  | Total | Femmes | Femmes | Hommes | Hommes |
| ------------------ | ------ | ----- | ------ | ------ | ------ | ------ |
| Unité              | Nombre | %     | Nombre | %      | Nombre | %      |
| population         | 6 153  | 100   | 3 086  | 50,2   | 3 067  | 49,8   |
| Densité (hab./km²) | 67,7   | 67,7  | 34     | 34     | 33,8   | 33,8   |

### Source
- Chiffres de population officiels polonais 2006